# شمولی بوتیک

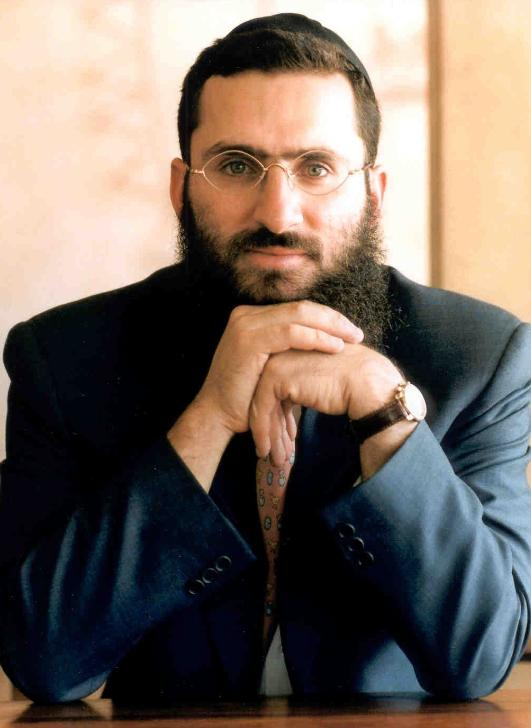
شمولی بوتیاک

شمولی بوتِیِک یک خاخام یهودی ارتدوکس آمریکایی نیمه ایرانی است که اصالتاً از اصفهان می‌باشد. او در کنار خاخام بودن نویسنده و مجری برنامه تلویزیونی نیز هست. کتاب معروف او سکس کوشر: نسخه‌ای برای شهوت و صمیمیت نام دارد. کتاب دیگر او عیسی کوشر نام دارد. سخنان او گاهی بحث‌برانگیز است و مخالفان و موافقان فراوانی دارد. بر اساس نشریه نیوزویک او یکی از ۵۰ خاخام تأثیرگذار در ایالات متحده است.

## خاخام بودن
در سن ۲۲ سالگی در سال ۱۹۸۸ میلادی بوتیک توسط خاخام مناخم مندل اشنیرسون به عنوان نماینده خباد لوباویچ به آکسفورد انگلستان رفت. او در انگلستان ۱۱ سال به عنوان خاخام خباد لوباویچ بود. توسط بوتیک جامعه چایم آکسفورد آنقدر بزرگ شد که در تاریخ آن سابقه نداشت و دارای بیش از ۵۰۰۰ غیریهودی (جنتیل) بود. وقتی توسط بعضی از او خواسته شد که جنتیلها را از جامعه چایم حذف کند او مخالفت کرد. در ادامه آن سال بوتیک مقام روحانی سال را از روزنامه تایمز دریافت کرد. در سال ۲۰۰۸ بوتیک نفر نهم در لیست ۵۰ خاخام برتر آمریکا بود. در سال ۲۰۰۹ او مقام هفتم را به دست آورد. در سال ۲۰۱۰ نشریه نیوزویک رده ششم را به او داد.
بوتیک به دلیل نظرات خود در بین یهودیان دارای منتقدان فراوانی است. کتاب عیسی کوشر او مورد انتقاد زیادی توسط یهودیان قرار گرفته‌است. بعضی خاخامها معتقدند او در این کتاب کفرگویی کرده‌است.
بوتیک همچنین به دلیل دیدگاههای خود در مورد مسائل جنسی مورد انتقادات زیادی است. او در کتاب سکس کوشر معتقد است که شهوت مهم‌تر از عشق است.

## در رسانه‌ها
در سال ۲۰۰۶ بوتیک برنامه تلویزیونی شلوم در خانه را مجریگری می‌کرد. او به‌طور معمول در دو روزنامه وال استریت جورنال و جروسالم پست مطلب می‌نویسد. او بیشتر به مسائل ایالات متحده و اسرائیل می‌پردازد. او همچنین دارای یک برنامه رادیویی به نام شمولی شو بود. او همچنین در برنامه اپرا وینفری به دفعات حضور پیدا کرده‌است. او همچنین در برنامه دکتر فیل و دکتر از نیز حضور پیدا کرده‌است.

## مایکل جکسون
در دهه ۱۹۹۰ بوتیک دوست صمیمی و مشاور روحانی مایکل جکسون بود. بعضی یهودیان از این رابطه انتقاد می‌کردند و معتقد بودند که رابطه شمولی با مایکل جکسون باعث خفیف شدن کنیسه خواهد شد. بوتیک یکی از طرفداران سرسخت مایکل جکسون بود و معتقد بود که اتهامات متوجه او دروغ است؛ ولیکن رابطه جکسون و بوتیک در سال ۲۰۰۲ دچار اختلاف شد. بعد از مرگ مایکل جکسون بوتیک نوار مکالمات خود با وی را منتشر کرد.

## دیدگاهها

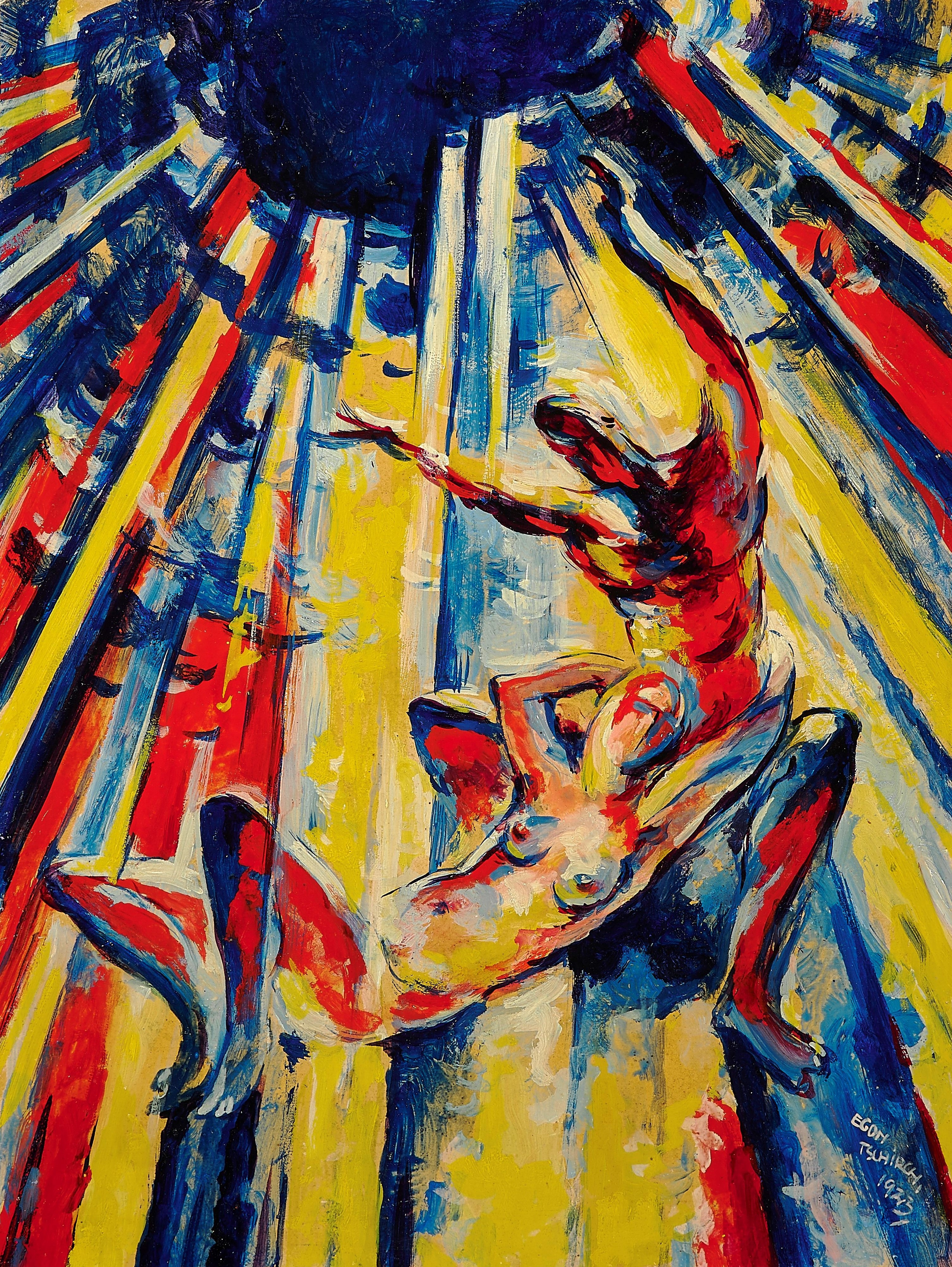
چرخه تصویر / چرخه نقاشی "آواز آوازها" شماره 11 (اگون تسچرچ، 1923)، وضوح بالا

او دیدگاهی تا حدی پذیرندهٔ همجنسگرایی ابراز کرده‌است. بوتیک معتقد است که باید با مسیحیان و یهودیان مسیحی شده گفتمان برقرار کرد. در کتاب عیسی کوشر او عیسی را یک ملی‌گرای یهودی می‌نامد که به دلیل تلاش برای مردمش توسط رومیان به صلیب کشیده می‌شود. این نظرات توسط بسیاری حاخام‌های معروف به شدت مورد انتقاد قرار گرفت.
بوتیک از طرفداران سرسخت اسرائیل است و از سیاست‌های دولت آمریکا در قبال اسرائیل انتقاد می‌کند. بوتیک از دولت باراک اوباما به دلیل سیاستهایش در قبال اسرائیل بارها انتقاد کرده‌است. او همچنین طرفدار شهرک‌های اسرائیلی است. بوتیک به دلیل اینکه سوزان رایس را یک همکار نسل‌کشی دانسته بود به شدت مورد انتقاد قرار گرفته بود. سوزان رایس از بنجامین نتانیاهو به دلیل صحبت در مورد ایران با کنگره بدون هماهنگی با دولت انتقاد کرده بود.

## در قبال ایران
بوتیک با اینکه خود از نژاد یهودی ایرانی است به شدت با حکومت ایران مخالف است. او یکی از طرفداران اعمال سیاست‌های شدید علیه حکومت ایران است و معتقد است که حکومت ایران به دنبال نسل کشی یهودیان هستند. در زمان مذاکرات ایران و آمریکا در ماه مارس ۲۰۱۵ او در یک آگهی روزنامه از باراک اوباما به دلیل مذاکره با ایران انتقاد کرد.